# Mike Calvert
 (novembre 2009).
Si vous disposez d'ouvrages ou d'articles de référence ou si vous connaissez des sites web de qualité traitant du thème abordé ici, merci de compléter l'article en donnant les références utiles à sa vérifiabilité et en les liant à la section « Notes et références ».
Pour les articles homonymes, voir Calvert.
James Michael Calvert est un général de brigade britannique né le 6 mars 1913 aux Indes et décédé le 26 novembre 1998 à Richmond. Il s'est particulièrement illustré en extrême orient durant la Seconde Guerre mondiale.

## Biographie
À la sortie de l'Académie militaire royale de Woolwich, Michael Calvert est nommé sous-lieutenant du Génie (Royal Engineers) le 2 décembre 1933. Au cours de la Seconde Guerre mondiale, il combat de 1941 à 1944 en Birmanie, au sein des Chindits, contre les forces japonaises. Il y gagne deux fois le Distinguished Service Order.
À la fin 1944, il est nommé à la tête de la brigade SAS britannique formée d'unités britanniques, belges et françaises. Cette unité participe à la campagne de Hollande de 1944-1945.
En octobre 1945, à Tarbes (Hautes-Pyrénées),  il transfère officiellement les 3ème et 4ème SAS, composés de français libres, de l'armée britannique à l'armée française.  Le 3ème SAS est devenu 3èmes régiment de Chasseurs Parachutistes, (3ème RCP), le 4ème SAS, lui, est devenu  le 2ème Régiment de Chasseurs Parachutistes (2ème RCP). 
En 1950-51, il combat l'insurrection communiste en Malaisie à la tête d'une unité SAS, le Malayan Scouts (SAS Regiment). Cette unité n'ayant aucun résultat sur le terrain, la carrière militaire de Mike Calvert s'arrête donc en juin 1951.
Par la suite il se lance dans l'écriture d'ouvrages portant sur le domaine militaire.
Cité dans Les SAS. Commandos secrets de sa Majesté de Jean-Jacques Cécile (Histoire et Collections – 1997), ouvrage consacré au SAS.

## Distinctions
- Ordre du Service distingué (05/08/1943 puis 18/05/1944, campagne de Birmanie),
- Silver Star (EU, 19/09/1944)
- Croix de liberté du roi Haakon VII de Norvège (19/03/1948),
- Commandeur de l'ordre de Léopold II avec palme (14/05/1948).
- Croix de Guerre belge 1940 avec Palme (14/05/1948).

## Publications
- (en) Fighting Mad, Pen and Sword Books, paperback,  (ISBN 1-84415-224-3)
- (en) Prisoners of Hope, Pen and Sword Books, 1952, paperback,  (ISBN 0-85052-492-X)
- (en) The Chindits, Ballantine Books, paperback,  (ISBN 0-345-23502-9)